# Aleta pitbruna
L'aleta pitbruna (Chamaetylas poliocephala) és una espècie d'ocell de la família dels muscicàpids (Muscicapidae). La seva àrea de distribuvió ocupa un rang discontinu al llarg de la selva tropical de l'Àfrica central i occidental. Els seu hàbitats naturals són els boscos tropicals i subtropicals de frondoses humits i de l'estatge montà. El seu estat de conservació és considerat de risc mínim.